# Fritz Stattler

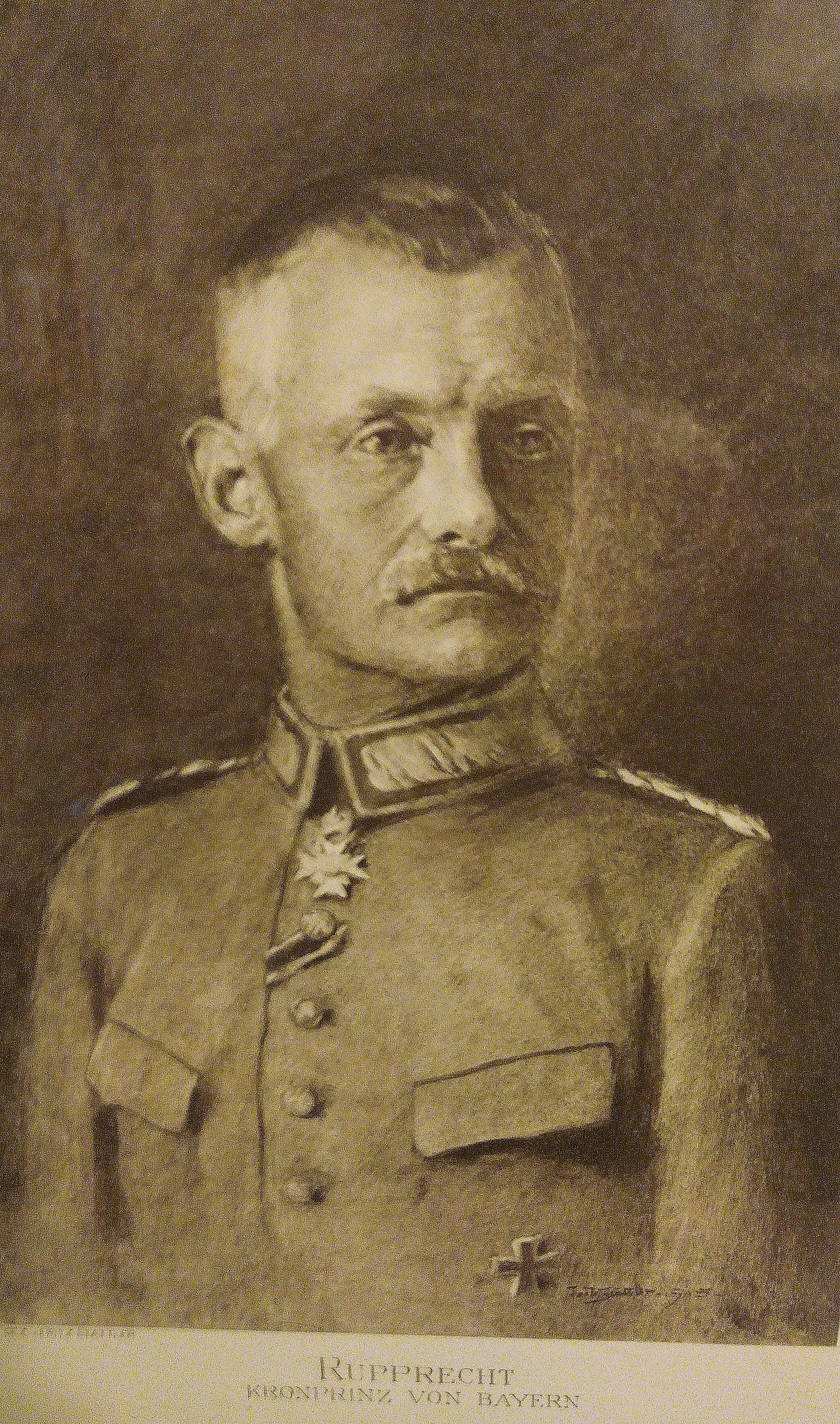
Kronprinz Rupprecht von Bayern, gezeichnet von Fritz Stattler

Fritz Stattler (* 15. Januar 1867 in Pilsen; † verm. 1944) war ein österreichischer Maler und Zeichner, der in Bayern lebte.

## Leben und Wirken
Franz Stattler, Sohn eines Majors der k. u. k. Armee, stammte aus Pilsen in Böhmen und erlernte die Malerei bei Carl Rudolf Huber und Christian Griepenkerl an der Akademie der bildenden Künste in Wien. Ab 1892 besuchte er die Kunstakademie München und war Schüler von Gabriel von Hackl sowie von Carl von Marr.
Fritz Stattler blieb in Bayern ansässig und gehörte dem Vorstand der 1896 gegründeten Luitpold-Gruppe, einer Abspaltung der Münchner Künstlergenossenschaft an.
Er malte in impressionistischer bzw. post-impressionistischer Manier, besonders Blumenstillleben und Landschaften. Zuweilen schuf er auch Porträts. Eine Zeichnung des Kronprinzen Rupprecht von Bayern wurde im Ersten Weltkrieg als großformatiger Druck publiziert und war weit verbreitet.
Das genaue Todesdatum und der Sterbeort des Künstlers sind unbekannt. Bisher hat man allgemein 1937 angenommen, da aus diesem Jahr seine letzten bekannten Werke stammten. Neuerdings ist ein 1944 datiertes Gemälde Birken am Ammersee bei Dießen aufgetaucht und man geht nun davon aus, dass Stattler Ende des Zweiten Weltkrieges starb.

## Rezeption
Die Zeitschrift Die Kunst schreibt 1906 über ihn: „Bildnisse von Fritz Stattler lassen einen geschmackvollen Routinier erkennen, der auf dem sicheren Boden der guten Münchner Tradition steht und glücklich der Gefahr entgangen ist, in Lenbachs oder F. A. von Kaulbachs Geleise zu geraten“. In der Zeitschrift Das schöne Heim. Illustrierte Zeitschrift für angewandte Kunst 1936 heißt es: „Fritz Stattler malte mit leichterem, hellerem Pinsel in der Art der Impressionisten und erlangte besonders in seinen Münchner Stadtansichten, den Straßen und Plätzen um Odeon und Isar lebendige Farbklänge.“

## Galerie

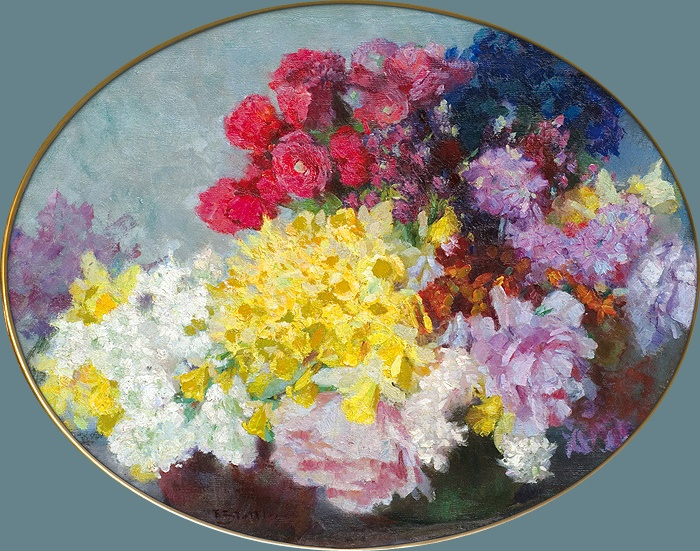
Blumenstillleben
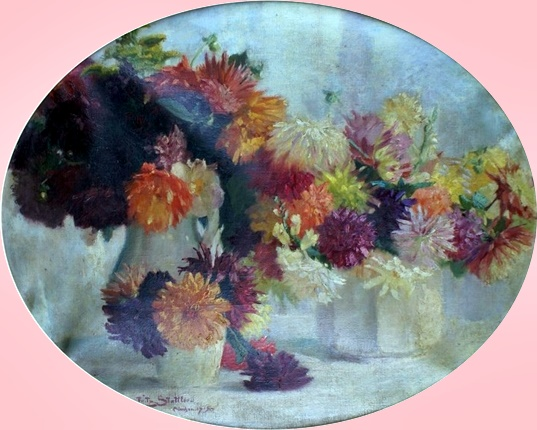
Blumenstillleben
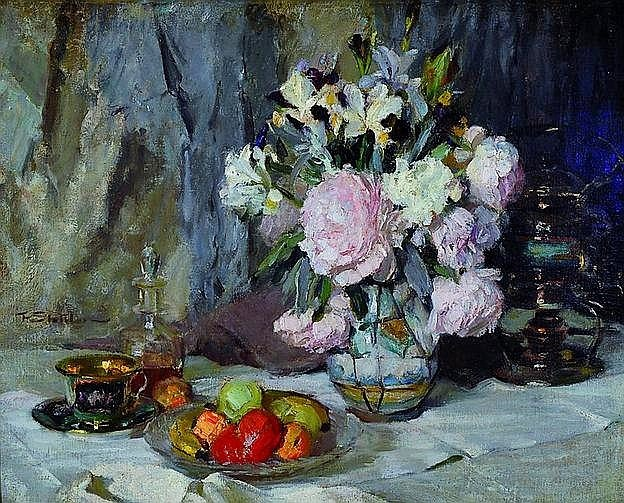
Blumenstillleben
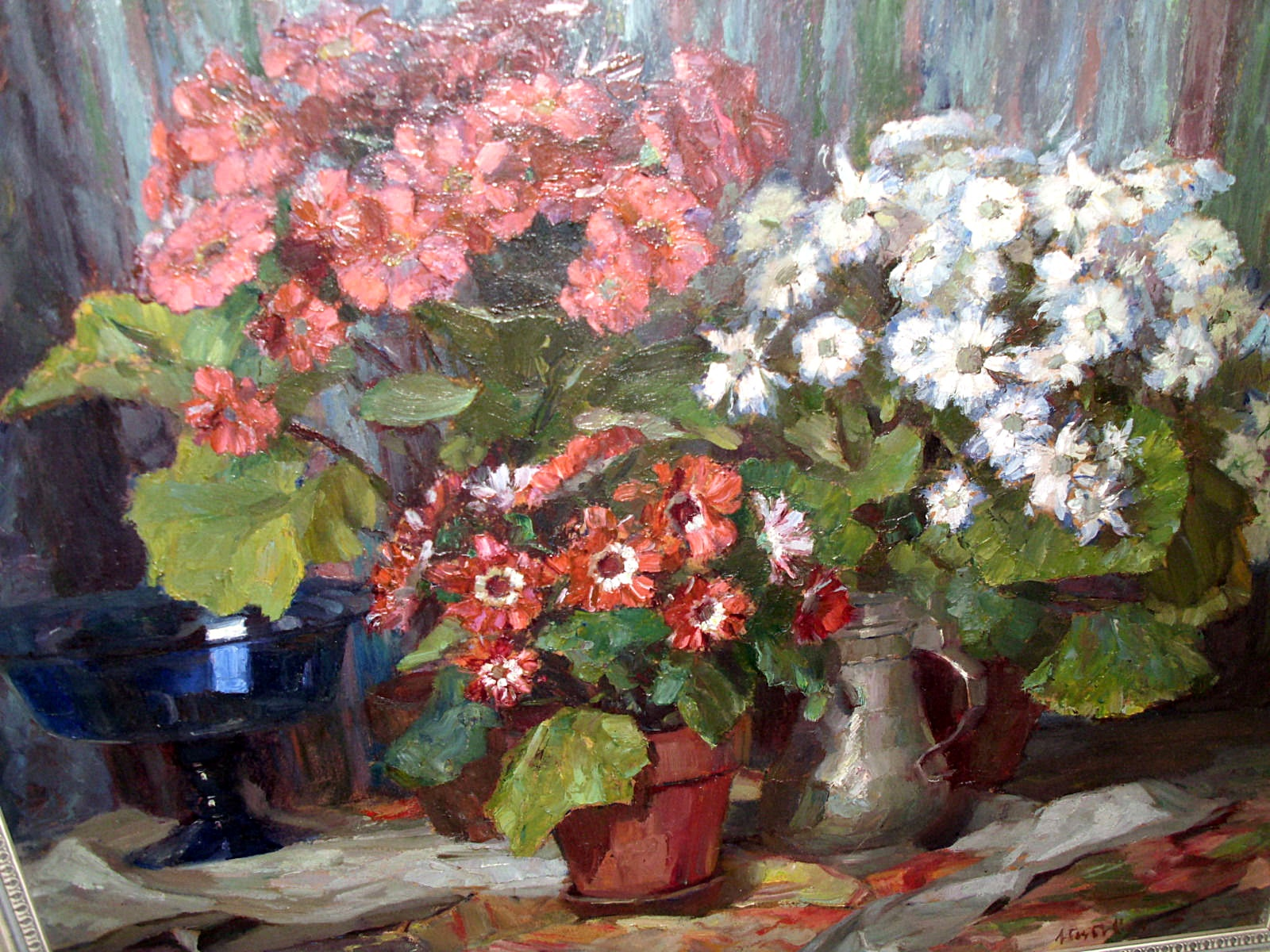
Blumenstillleben
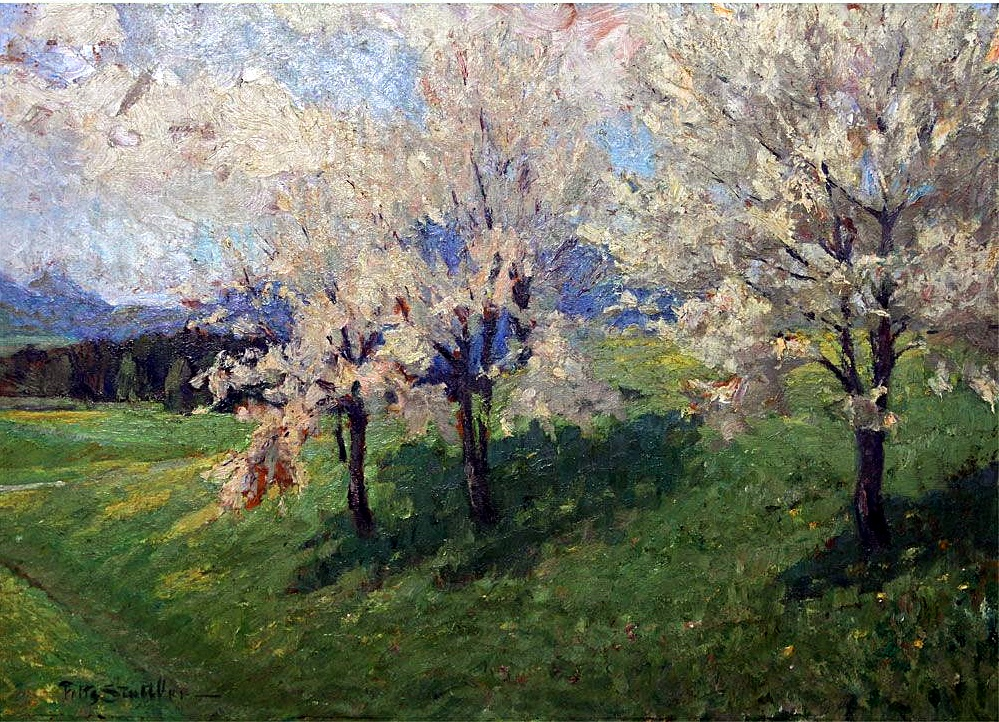
Obstbaumblüte
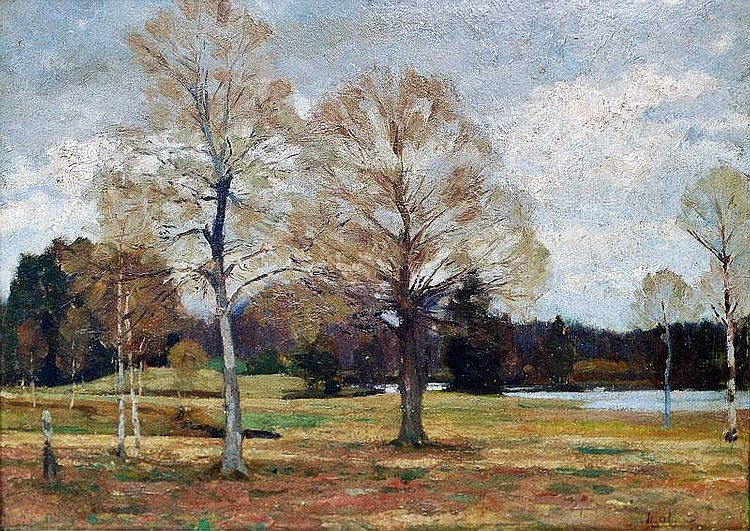
Landschaft am See
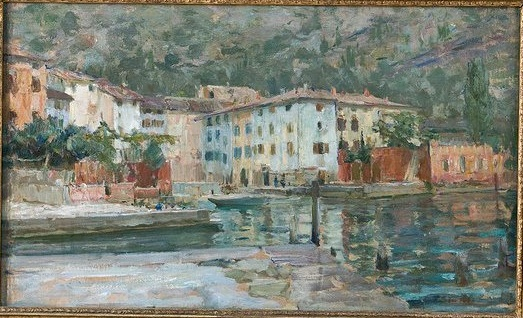
Ansicht von Torbole
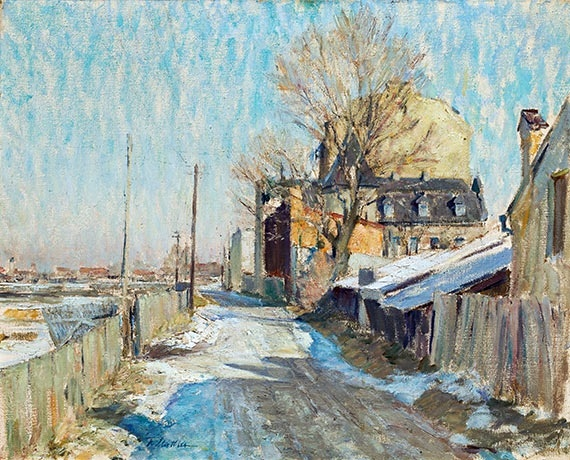
Am Ende der Großstadt